# ارکان (بجنورد)
ارکان روستایی از توابع بخش مرکزی شهرستان بجنورد در استان خراسان شمالی ایران است.

## جمعیت
این روستا در دهستان آلاداغ قرار دارد و براساس سرشماری مرکز آمار ایران در سال ۱۳۹۵ ، جمعیت آن ۵۶۰۰ نفر (۱۰۰۰خانوار) بوده‌است.
این روستا در فاصله ۱۹ کیلومتری از شهر بجنورد قرار دارد.

## قومیت
مردم روستای ارکان از قوم ترک هستند و زبان‌شان ترکی است.